# Лейб-гвардии 2-й Мортирный артиллерийский дивизион
Лейб-гвардии 2-й Мортирный артиллерийский дивизион — гвардейская артиллерийская часть (дивизион) тяжёлой артиллерии Вооружённых Сил Российской Империи.

## История
?? марта 1916 года — формируется лейб-гвардии 2-й Мортирный артиллерийский дивизион, в период Великой войны, 1914—1918 годов, в другом источнике указано что в 1916 году создан лейб-гвардии 2-й тяжёлый (мортирный) артиллерийский дивизион.
- 16 — 18 июня 1917 года — воинская часть вела боевые действия в районе деревни Конюхи.
- 26 — 30 июня 1917 года — формирование вело бои у деревни Хоробрув.
- 12 июля 1917 года — вёл арьергардные бои в районе местечка Чертково.

3 апреля 1918 года — дивизион расформирован (приказ Московского областного комиссариата по военным делам № 139, от 3 апреля 1918 года).

## Командиры дивизиона
- 25 марта — 24 декабря 1916 года — полковник Шарпантье, Фёдор Фёдорович[2];
- 24 декабря 191б — декабрь 1917 годов — полковник Басков Илья Владимирович;
- ?? декабря 1917 — ?? марта 1918 годов — полковник Миллер Василий Александрович.

## Георгиевские кавалеры
- Гзовский Владимир Владимирович, подпоручик — приказ по армии и флоту, от 4 марта 1917 года[3].